# 141 PLM 1013 à 1129
Les 141 PLM 1013 à 1129 sont des locomotives à vapeur du type Mikado construites pour la Compagnie du chemin de fer Paris-Lyon-Méditerranée de 1917 à 1918 par la société Baldwin située à Chester à côté de Philadelphie, en Pennsylvanie aux États-Unis.

## Genèse
Très satisfaite du service des 141 PLM 1001 à 1012 la Compagnie du chemin de fer Paris-Lyon-Méditerranée voulut poursuivre la série mais l'industrie française étant occupée par la production de guerre, c'est vers les industries situées aux États-Unis que la Compagnie fut obligée de se tourner. C'est ainsi que les machines arrivèrent en caisses et furent remontées par les ateliers de la Compagnie situés à Arles et Oullins. 
La Compagnie des chemins de fer du Nord commanda aussi 100 locomotives quasi identiques en 1916 à la suite des circonstances de la Première Guerre mondiale, ce seront les 141 Nord 4.1101 à 4.1150, futures : 2-141 A 1 à 50. Le reste de la commande n'étant jamais arrivé en raison du torpillage du navire les transportant.

## Description
Ces machines reprenaient les dispositions de leurs devancières mais avec quelques modifications du fait d'une construction outre-Atlantique. Ainsi la distribution était maintenant du type « Von Borries ». Le foyer était conçu en acier en lieu et place du cuivre. Les bissels avaient leur suspension inversée : ressorts hélicoïdaux sur le bissel avant et à lames sur le bissel arrière. La porte de boîte à fumée fermait dorénavant par des taquets répartis sur le pourtour en lieu et place du volant central.

## Utilisation et Services
La venue ces locomotives intervint au dépôt de Dijon en 1917 et permit d'éliminer les 240 A 1 à 282 et de les envoyer vers Chambéry. Les nouvelles venues permirent d'accroître les tonnages et la vitesse des trains vers et de l'Italie alors alliée.
En 1919 la série est complète et se retrouve dans les dépôts de : Dijon, Laroche-Migennes, Saint-Jean-de-Maurienne et Chambéry. Toutefois à partir de 1919 et jusqu'en 1921 la venue des 141 PLM 1 à 680 (futures : 5-141 C 1 à 680 ) entraîne une modification des affectations avec la disparition en 1921 des dotations de Saint-Jean-de-Maurienne et Chambéry et la création des affectations de Badan et Le Teil.
En 1923 disparaissait la dotation de Dijon et jusqu'en 1929 la série est présente dans les dépôts de : Badan, Les Laumes, Laroche-Migennes et Paray-le-Monial. 
En 1925 la série est réimmatriculée 141 B 1 à 117. À partir de 1930 la dotation de Laroche-Migennes disparaît à titre provisoire et la crise financière des années trente entraîne une sous-utilisation de ces machines par rapport aux 141 C 1 à 680 et donc un garage en masse dans l'attente de jours meilleurs. En 1936 on atteint ainsi l'effectif record de 36 unités garées!
En 1938, à la création de la SNCF, la série fut immatriculée : 5-141 B 1 à 117 et de nouveau il fut procédé à des changements d'affectation. Ainsi réapparaît l'affectation de Laroche-Migennes avec 10 unités. En 1939 elles apparaissent dans les dépôts de Nevers et de Nîmes.
En 1940 toute la série, sauf 6 machines restées au dépôt de Les Laumes, se retrouve en zone libre et il est créé l'affectation de Roanne. À partir de cette date les locomotives se retrouvent en tête de trains inhabituels : express, trains militaires et rapides. 
Dès 1942, avec l'occupation de la zone libre, les machines se retrouvent dans toute la France pour pallier les locomotives spoliées par les Allemands. Ceux-ci ne s'intéressent pas à ces machines du fait du compoundage qui rend ces machines trop complexes à conduire. 
À la libération, en 1945, on retrouve les locomotives dans les dépôts de :
- pour la région Sud-Est: Badan pour 18 unités, Lyon-Mouche pour 6 unités, Le Teil pour 8 unités, Paray-le-Monial pour 22 unités, Roanne pour 13 unités, Dijon pour 2 unités, Marseille-Blancarde pour 2 unités, Vénissieux pour 2 unités et Nîmes pour 1 unité.
- pour la région Nord: Creil et Le Bourget pour 23 unités.
- pour la région Est: 2 unités.
- pour la région Ouest: 1 unité.

et il manque 17 unités, avariées ou disparues.
En 1946 la série se retrouve sur sa région d'origine, mais dès 1947 le nombre de locomotives garées augmente considérablement, à cause de la concurrence des 141 R et 141 P sur les trains de marchandises qui constituaient l'essentiel du trafic des locomotives.
Le service Matériel et Traction estime d'ailleurs qu'il n'est plus nécessaire de réviser ces machines et en 1948 si l'effectif administratif est de 33 unités il n'y a plus que 2 locomotives qui roulent à Badan.
Pourtant cette même année la nouvelle région Méditerranée qui désire se débarrasser de séries anciennes de type Consolidation obtient la mutation de locomotives vers les dépôts de Miramas et de Portes. Ainsi en janvier 1950 la région Méditerranée dispose de 38 locomotives et la région Sud-Est de 19 locomotives garées et de 45 locomotives en attente de réparation.
Au 31 décembre 1950, 48 locomotives de la région Sud-Est sont d'ailleurs radiées et les effectifs de la région Méditerranée commencent à fondre. En 1952 les dernières machines de la région Sud-Est sont radiées et en septembre 1954 les 13 dernières locomotives de la région Méditerranée sont elles aussi radiées.

## Tenders
C'étaient des locomotives à tender séparé et qui furent les mêmes tout au long de leurs carrières. Ils étaient montés sur 3 essieux et contenaient 23 m3 d'eau et 8 t de charbon. Ils étaient immatriculés : ?? à ?? puis en 1925 ils devinrent les : 23 A ?? à ??, immatriculation qu'ils garderont même après 1938.

## Caractéristiques
- Pression de la chaudière : 16 bar (1,6 MPa)
- Surface de grille: 4,26 m2
- Surface de chauffe: 207,54 m2
- Surface de surchauffe: 70,63 m2
- Diamètre des cylindres HP : 510 mm
- Diamètre des cylindres BP : 720 mm
- Diamètre des roues motrices : 1 650 mm
- Diamètre des roues du bissel avant : 1 000 mm
- Diamètre des roues du bissel arrière : 1 000 mm
- Masse en ordre de marche : 93,5 t
- Masse à vide: 86,9 t
- Masse adhérente : 70 t
- Masse du tender en ordre de marche : 84 t
- Longueur hors tout : 13,805 m
- Vitesse maxi en service : 95 km/h